# Neue Pfarrkirche Feldkirch-Tosters

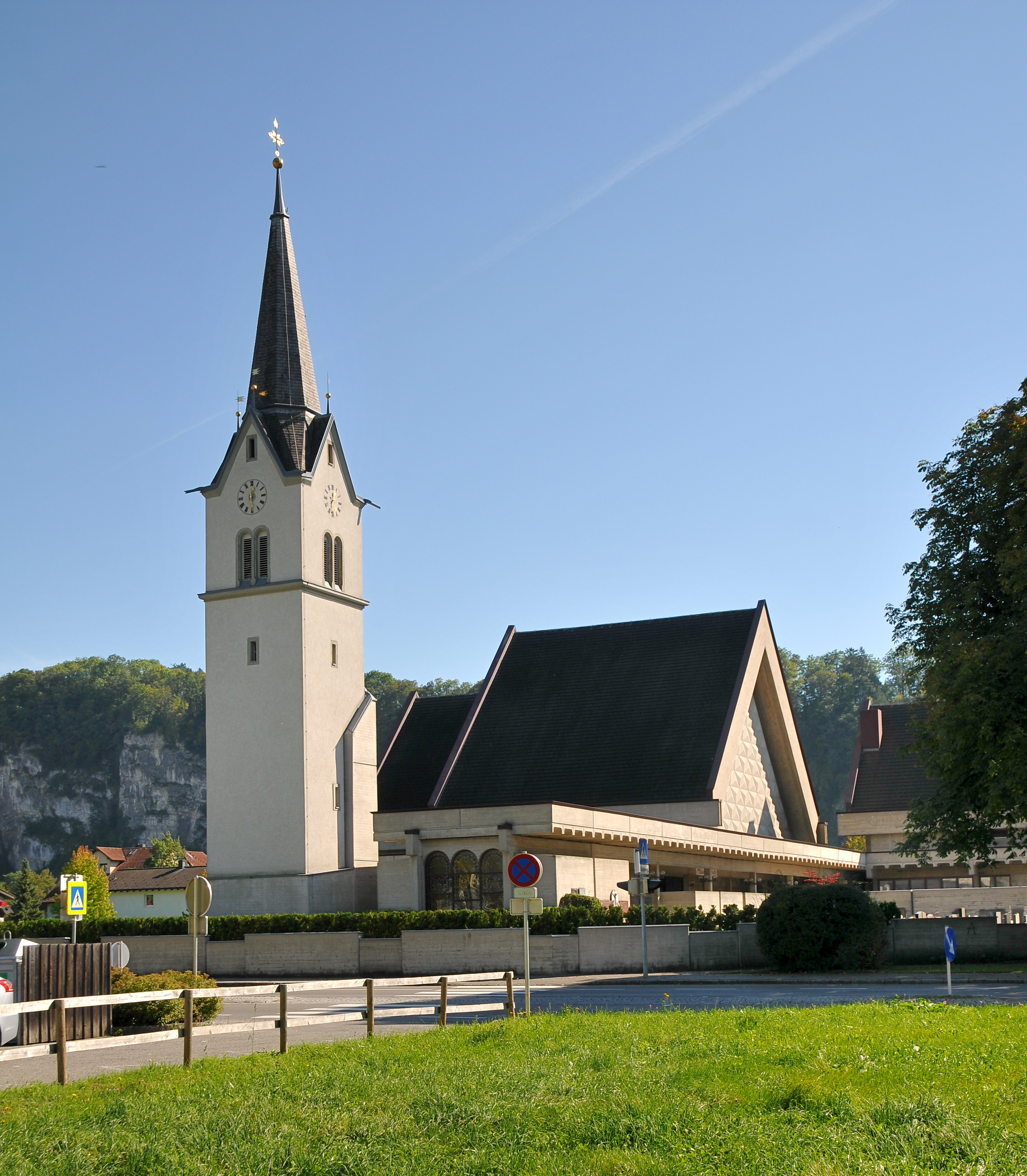
Kath. Pfarrkirche Hll. Cornelius und Cyprian in Feldkirch

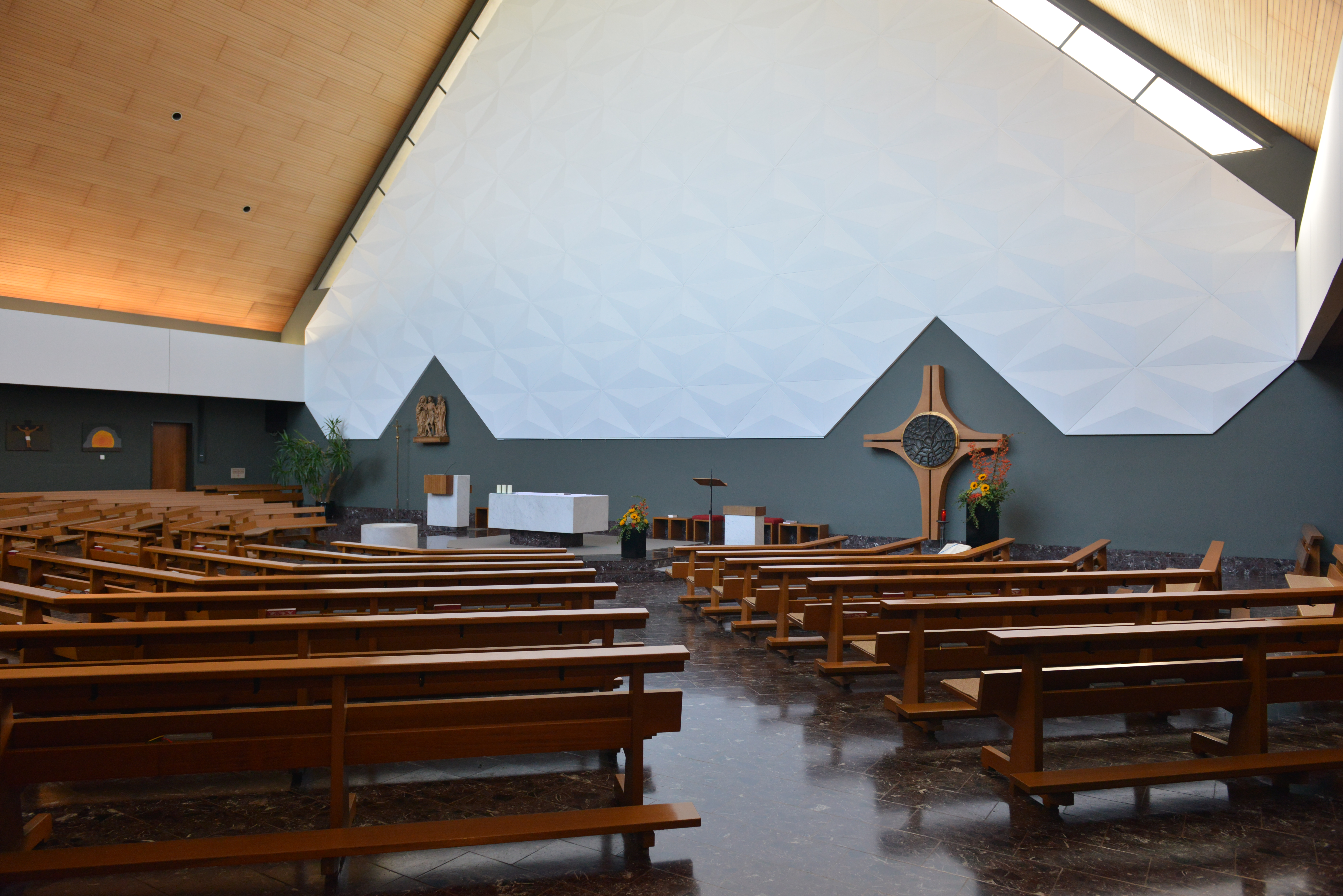
Innenansicht

Die römisch-katholische Pfarrkirche Feldkirch-Tosters steht im Stadtteil Tosters der Stadtgemeinde Feldkirch im Bezirk Feldkirch in Vorarlberg. Sie ist den Heiligen Cornelius und Cyprian geweiht und gehört zum Dekanat Feldkirch in der Diözese Feldkirch. Das Bauwerk steht unter Denkmalschutz.

## Lagebeschreibung
Die Kirche steht in der Mitte der zu einem Haufendorf gewachsenen Siedlung Tosters.

## Geschichte
Bereits Anfang des 9. Jahrhunderts besaß das Stift St. Gallen urkundlich im heutigen Tosters Gründe und eine Kirche. Die Kirche wird 1045 erstmals urkundlich genannt. Die ursprüngliche Pfarrkirche war dem heiligen Cornelius geweiht. 1835 wurde im Tal eine Kapelle errichtet. 1879 wurden die Kapelle abgerissen und ein großer Neubau errichtet. 1970 bis 1972 zeichnete Guntram Mätzler Pläne für eine neue Kirche. Die alte Kirche wurde 1976 bis auf den Kirchturm abgerissen. Das neue Gotteshaus wurde 1977 geweiht.

## Architektur
Kirchenäußeres
Die Kirche wurde in Verbindung mit dem Pfarrzentrum und dem alten Kirchturm errichtet. Der Kirchturm ist durch drei Gesimse in Geschoße gegliedert. Das Obergeschoß ist etwas schmäler ausgeführt und hat rundbogige, gekoppelte Schallfenster. Darüber ist ein Giebelspitzhelm. Die Kirche steht auf einem quadratischen Grundriss mit umlaufendem Geschoßgesims sowie zwei markanten Satteldachaufbauten.
Kircheninneres
Die Kirche bildet im Inneren einen Einheitsraum mit Glasgemälden in der Taufkapelle. Die Darstellung der „Taufe Christi“ wurde von Ruiter-Häusle gemalt.

## Ausstattung
Das Portal mit einem Bronze-Relief stammt aus dem Jahr 1973 von Aldo Jahn. An der Altarrückwand steht eine Erbärmdegruppe. Auf der linken Seite ist der heilige Cornelius, auf der rechten Seite der heilige Cyprian dargestellt. Alle Figuren sind ehemalige Schreinfiguren des gotischen Altares. Sie stammen aus der Zeit um 1500 aus der Werkstatt von Michel Erhart. Die Kreuzigungsgruppe entstand um 1510. In der Taufkapelle steht eine thronende Madonnenstatue mit Kind aus dem Jahr 1470. Die Figuren der heiligen Dorothea und des heiligen Hieronymus stammen vom Anfang des 16. Jahrhunderts.

## Orgel
Die Orgel stammt von der Orgelbaufirma Gebrüder Mayer aus dem Jahr 1975.